# Ptilinop de les Salomó
El ptilinop de les Salomó (Ptilinopus solomonensis) és una espècie d'ocell de la família dels colúmbids (Columbidae) que habita els boscos d'illes de la zona de Nova Guinea, a Numfor, Biak i altres properes, les Bismarck i les Salomó.